# Regole di Chargaff
Le regole di Chargaff derivano dagli studi condotti dal chimico austriaco Erwin Chargaff relativi al DNA contenuto nelle cellule di diversi organismi. In particolare le regole mostrano dei particolari rapporti tra le quattro basi azotate del DNA (adenina, guanina, timina e citosina).

## Le regole
Si possono distinguere due regole:
- La prima regola di Chargaff sostiene che una molecola di DNA, in tutti gli organismi viventi, mostra un'eguaglianza tra le coppie di basi tali che numero basi A = numero basi T,  e numero basi G = numero basi C. La rigorosa convalida della regola costituisce la base delle coppie descritte da James Watson, Francis Crick e Rosalind Franklin nel modello a doppia elica del DNA.[6]
- la seconda regola di Chargaff sostiene invece che anche sul singolo filamento di una molecola di DNA a doppio filamento il numero A è simile al numero di T, ed il numero di C è simile al numero di G .[7].

## Estensioni alle regole
Nel 2006 si è dimostrato che la seconda regola di Chargaff è valida per quattro dei cinque tipi di genoma con DNA a doppio filamento esistenti: quello eucariotico, procariotico (o batterico), quello virale e quello degli archebatteri. Non è invece applicabile per i genomi dei mitocondri e dei cloroplasti. Non vale inoltre neanche per i genomi di DNA a singolo filamento (presenti soltanto in alcuni virus).
L'origine della deviazione dalle regole di Chargaff negli organelli si pensa sia legata al particolare meccanismo di replicazione che essi adoperano. Durante la replicazione infatti i filamenti di DNA si separano; sul DNA a singolo filamento la citosina lentamente va incontro a deaminazione trasformandosi in timina. Maggiore è il tempo nel quale il filamento è separato maggiore è la frequenza con cui la citosina deamina spontaneamente. Per ragioni non ancora chiare i filamenti tendono a restare separati molto di più negli organelli che non nel DNA cromosomico. Il processo tende quindi a formare un filamento di DNA con più timina e guanina del normale; l'altro con più adenina e citosina. I dati sulla sequenza di questi genomi hanno confermato questa ipotesi.